# Peciu Nou

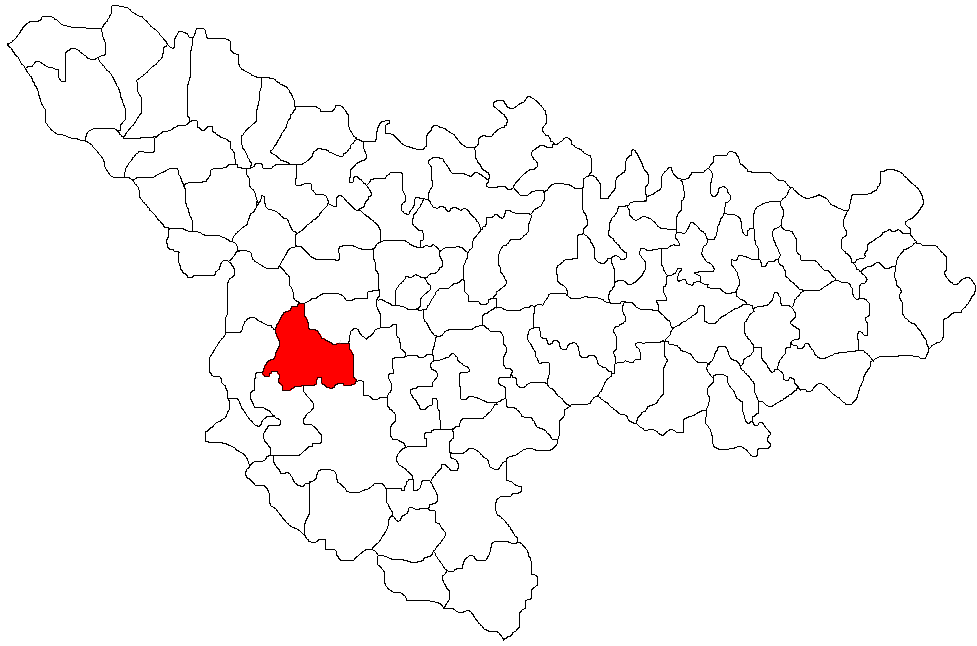
Lage der Gemeinde Peciu Nou im Kreis Timiș

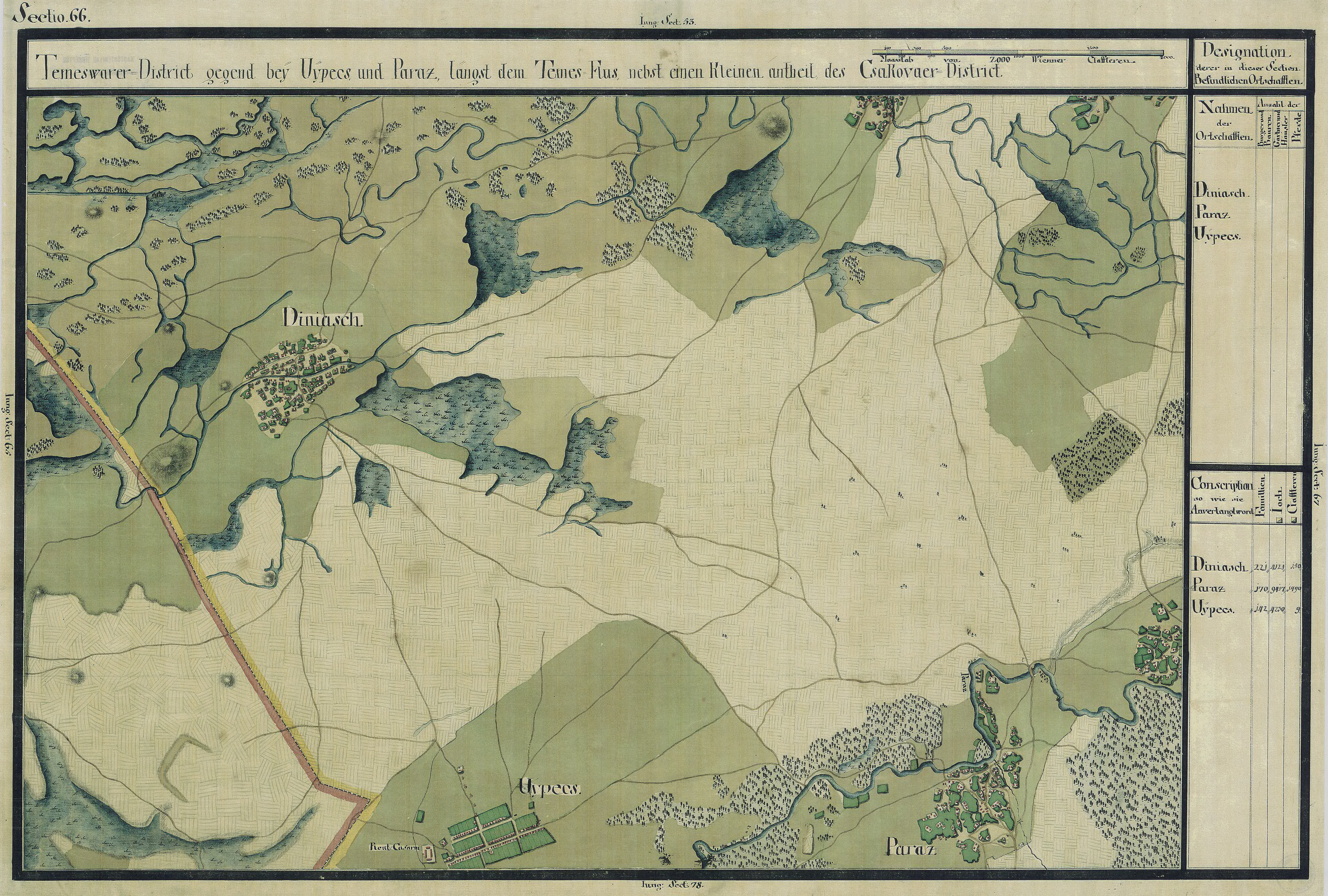
Ujpecs auf der Josephinischen Landaufnahme (1769–1772)

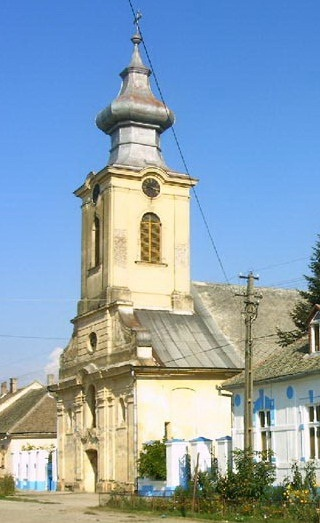
Die Römisch-katholische Kirche von Peciu Nou

Peciu Nou (deutsch Neupetsch oder Ulmbach, serbisch Улбеч Ulbeč, ungarisch Újpécs) ist eine Gemeinde im Kreis Timiș, in der Region Banat, im Südwesten Rumäniens.

## Lage
Die Gemeinde Peciu Nou liegt in der Banater Ebene, 25 Kilometer südwestlich von Temeswar und wird von der Landstraße DJ 593 durchquert.

## Nachbarorte
| Diniaș             | Sânmihaiu Român                             | Parța    |
| Sânmartinu Sârbesc | Kompassrose, die auf Nachbargemeinden zeigt | Pădureni |
| Giulvăz            | Macedonia                                   | Ciacova  |

## Geschichte
Zur Zeit der Römerherrschaft befand sich auf dem Gebiet des heutigen Peciu Nou eine Siedlung mit dem Namen Vibech. 1333 wurde erstmals eine Besiedlung unter dem Namen Veybech schriftlich belegt. 1401–1406 war der Ort ungarisch-königliches Hoheitsgebiet und hatte Stadtstatus unter der Bezeichnung Opidum Regys Vyebech, während er im 16. Jahrhundert den Namen Vzbech trug.
1526, als Ungarn unter türkische Herrschaft kam und der Ort von Serben bewohnt wurde, trug er den Namen Vibech Peciui, und im 17. Jhd. Peciuiu. Auf der Mercy-Karte von 1723 bis 1725 kam der Ort nicht vor, was darauf hindeutet, dass die Siedlung während der Türkenkriege zerstört wurde. Die ersten deutschen Siedler ließen sich 1723 hier nieder. Die Konskription von 1743 vermerkte eine Siedlung mit dem Namen Uypez.
Am 4. Juni 1920 wurde das Banat infolge des Vertrags von Trianon dreigeteilt. Der größte, östliche Teil, zu dem auch Neupetsch gehörte, fiel an Rumänien.
Infolge des Waffen-SS Abkommens vom 12. Mai 1943 zwischen der Antonescu-Regierung und Hitler-Deutschland wurden alle deutschstämmigen wehrpflichtigen Männer in die deutsche Armee eingezogen. Noch vor Kriegsende, im Januar 1945, fand die Deportation aller volksdeutschen Frauen zwischen 18 und 30 Jahren und Männer im Alter von 16 bis 45 Jahren zur Aufbauarbeit in die Sowjetunion statt. Das Bodenreformgesetz vom 23. März 1945, das die Enteignung der deutschen Bauern in Rumänien vorsah, entzog der ländlichen Bevölkerung die Lebensgrundlage. Das Nationalisierungsgesetz vom 11. Juni 1948 sah die Verstaatlichung aller Industrie- und Handelsbetriebe, Banken und Versicherungen vor, wodurch alle Wirtschaftsbetriebe unabhängig von der ethnischen Zugehörigkeit enteignet wurden.
Da die Bevölkerung entlang der rumänisch-jugoslawischen Grenze von der rumänischen Staatsführung nach dem Zerwürfnis Stalins mit Tito und dessen Ausschluss aus dem Kominform-Bündnis als Sicherheitsrisiko eingestuft wurde, erfolgte am 18. Juni 1951 die Deportation „von politisch unzuverlässlichen Elementen“ in die Bărăgan-Steppe unabhängig von der ethnischen Zugehörigkeit. Die rumänische Führung bezweckte zugleich den einsetzenden Widerstand gegen die bevorstehende Kollektivierung der Landwirtschaft zu brechen. Als die Bărăganverschleppten 1956 heimkehrten, erhielten sie die 1945 enteigneten Häuser und Höfe zurückerstattet. Der Feldbesitz wurde jedoch kollektiviert.

## Kulturleben
Die Schule von Peciu Nou wurde 1726 errichtet, die Unterrichtssprache war Deutsch. 1823 wurde das Gebäude des heutigen Kindergartens gebaut und 1874 die neue Schule. Zwischen 1871 und 1919 war die Unterrichtssprache Ungarisch. Anfang des 20. Jh. gab es in Peciu Nou neben einer Grundschule auch eine Mädchenschule und eine zweijährige Ausbildung für Handwerker.

## Wirtschaft
In Peciu Nou sind vor allem die Holzgewinnung, die holzverarbeitende Industrie sowie die Lebensmittelindustrie und die Metallverarbeitung entwickelt. Aber auch die Tierzucht (wie z. B. die Rinderzucht) spielt neben dem Anbau von Getreide und Wein eine wichtige ökonomische Rolle.

## Caritaskinderheim St. Nikolaus
In den ersten Monaten des Jahres 1990 wurden große Mengen an Hilfen nach Rumänien gebracht, um die dortigen Kinderheime besser auszustatten. Sehr schnell wuchs die Erkenntnis, dass dies nicht reicht, sondern auch das Personal qualifiziert werden muss. Daraus entstand eine Fachschule für Heim- und Heilpädagogik in Temeswar, aber auch der Wille, ein sogenanntes Modellkinderheim zu eröffnen. 1990 fanden die Mitarbeiter der Caritas im Bistum Essen ein großes, leerstehendes Pfarrhaus in Peciu Nou. Mit Hilfe der Landesregierung Nordrhein-Westfalens wurden insgesamt fünf Häuser in Peciu Nou zu diesem Zweck komplett renoviert und eingerichtet. Heute werden insgesamt 22 Kinder hier betreut.

## Einwohner
- 1910 hatte Neupetsch 2442 Einwohner, davon 60 Rumänen, 90 Ungarn, 2220 Deutsche und 63 Angehörige anderer Nationalitäten.
- 2002 lebten in Peciu Nou 2988 Einwohner, davon 2618 Rumänen, 92 Ungarn, 50 Deutsche und 228 Sonstige.